# Lizt Alfonso
Lizt Herrera Alfonso (La Habana, 25 de agosto de 1967) más conocida como Lizt Alfonso, es una coreógrafa, directora y pedagoga cubana; es fundadora, directora y coreógrafa de su propia compañía, Lizt Alfonso Dance Cuba, desde 1991.
Ha creado su estilo, la danza-fusión y una escuela, Lizt Alfonso Dance Cuba School, que recibió, en 2016, el International Spotlight Award de la Comisión Presidencial de los Estados Unidos para las Artes y las Humanidades y le fue entregado en la Casa Blanca por la primera dama Michelle Obama.
Es la única coreógrafa cubana que ha recibido el premio Dora de las Artes Escénicas y la Crítica en Canadá, en la categoría de Mejor Coreografía para una obra o musical, por su espectáculo VIDA (2007). Coreografió para su compañía el video musical de BAILANDO, éxito mundial de Enrique Iglesias, Descemer Bueno y Gente de Zona, dirigido por Alejandro Pérez.

## Biografía
En 1976 ingresó en la Escuela Nacional de Ballet Alejo Carpentier, hasta 1982. Aquel año matriculó en el Instituto Preuniversitario Saúl Delgado y se integró como directora, profesora y coreógrafa al conjunto Folklórico de la Sociedad Estudiantil Concepción Arenal y al grupo de Danza de la Unión Árabe de Cuba, así como a la Escuela de Danzas Españolas, Ballet y Actuación del Centro ProDANZA, que dirige Laura Alonso, en el Gran Teatro de La Habana.
En 1985 matriculó en el Instituto Superior de Arte, la universidad de las artes de Cuba (ISA), en la especialidad de Licenciatura en Teatrología y Dramaturgia. Allí recibió las enseñanzas de importantes académicos y figuras de la cultura cubana como Rine Leal, Graziella Pogolotti, Francisco López Sacha, Juan José Fuxá, Ileana Azor, Magaly Muguercia, Nelda del Castillo y Helmo Hernández, entre otros. Como complemento indispensable en su formación y por voluntad propia, entre 1988 y 1990 también asistió a las conferencias y seminarios de Historia de la danza, con el profesor Miguel Cabrera y Teoría de la danza, con el profesor Dino Carrera, en la ya creada Licenciatura en Ballet, en el propio Instituto Superior de Arte.
Al graduarse, en 1990, se unió a las filas del Centro Pro-DANZA como profesora de danzas españolas y coreógrafa, entre otras responsabilidades.

### Compañía LADC
La compañía Lizt Alfonso Dance Cuba (LADC) es expresión de la mezcla que caracteriza a la cultura cubana. Sus espectáculos fusionan con identidad propia elementos del ballet, el flamenco, la danza moderna y contemporánea, con ritmos cubanos y afrocubanos, lo que ha llevado a la crítica especializada a calificar su trabajo como único y diferente. Creada en octubre de 1991 con el nombre inicial de Danzas Ibéricas, un año más tarde se declaró compañía independiente y asumió su nombre actual, Lizt Alfonso Dance Cuba. En el año 2000 pasó a ser una compañía residente del Gran Teatro de La Habana.
Con una agrupación musical que acompaña todos sus espectáculos en vivo, Lizt Alfonso Dance Cuba ha creado espectáculos danzarios-musicales e infantiles como:
- Fuerza y compás (1999)
- Elementos (2002)
- Alas (2006)
- Vida (2007)
- Amigas (2011)
- ¡Cuba vibra! (2012)
- Niños de Cuba (2014)

### Trabajo coreográfico
Ha concebido, coreografiado y dirigido todas las puestas en escena de su compañía, desde 1991.
Entre 1991 y 1998 crea los espectáculos fundacionales de la Compañía: Viva la Fiesta; Entre Palmas y cantares; Al-Andalus: de gitanas y duende; La reinas del Tablao; Mosaico flamenco; Destello de LUZ; Habaneras: el vuelo de la paloma y Sinceramente FGL (Federico García Lorca), entre otros.
Su versatilidad creativa la permite transitar desde los espectáculos de danza, pasando por los musicales hasta llegar a los escenarios televisivos.

### Espectáculos musicales
VIDA (en coproducción con Mirvish Production, Canadá (2007-2008) y AMIGAS, en coproducción con el Smith-Tivoli de Alemania (2011)
Fue especialmente invitada a explicar el proceso creativo y la puesta en escena de su obra en el Work and Process del Guggenheim Museum de Nueva York. Su anfitrión fue el director del Ballet Hispánico, Eduardo Villaro. Conjunto Folklórico Nacional de Cuba, para su aniversario 25 con el montaje de Coconcongueando, que posteriormente se presentó en gira por España.
Fundación de Arte Lírico, de Bogotá, para la que coreografía la Antología de la Opera y la Zarzuela, además de la ópera Carmen.

### Labor pedagógica
En 1992 Lizt Alfonso fundó una academia de danza: Lizt Alfonso Dance School/Talleres Vocacionales, que cada año forma a cientos de niños y jóvenes que nutren su Ballet Infantil/Ballet Juvenil y donde, desde 2008, con el aval de la Escuela Nacional de Arte (ENA) educa y entrena bailarines profesionales especializados en un peculiar estilo fusión, único en el mundo.
Lizt Alfonso se desempeña como profesora principal de su compañía, impartiendo clases de fusión, el estilo que creó. Asimismo, imparte regularmente clases de ballet, danza española, flamenco y bailes populares cubanos.
Ha participado como profesora y coreógrafa en los Cursos Internacionales de la Escuela Cubana de Ballet, CUBALLET, en 1990 y 1991. Ha sido invitada a impartir clases en otras agrupaciones, escuelas y universidades como el Conjunto Folclórico Nacional de Cuba, la Academia de Danza México, Roosevelt University de Chicago, Washington University, entre muchas otras.
Imparte clases magistrales, conferencias, talleres y eventos especiales, que tienen lugar durante sus giras internacionales y nacionales. Particular importancia ha tenido este trabajo en todas las giras que ha realizado LADC por Estados Unidos y Canadá, Sudáfrica y México.
Con el objetivo de incentivar el desarrollo del talento multidisciplinario en esta especialidad, hace más de una década Lizt Alfonso creó un concurso anual, con sede en el Gran Teatro de La Habana, en el que participan coreógrafos no profesionales en tres categorías: Infantil, Juvenil y Adultos. En él también se reconocen la mejor interpretación individual y colectiva, el mejor diseño de vestuario, la coreografía que mejor utilice las castañuelas y la que mejor refleje el folclore tradicional español.
No menos relevante resulta, como parte de los esfuerzos pedagógicos de Lizt Alfonso y el colectivo de profesores de su compañía, la extraordinaria labor comunitaria que desarrollan. Miles de niñas, niños y jóvenes han recibido, junto a las enseñanzas del arte danzario, valores y conocimientos que les harán mejores ciudadanos, con una ética, disciplina y voluntad a prueba de dificultades. Muchos de ellos siguen y seguirán los caminos del arte, pero otros tantos se realizarán en diversas esferas de la vida, con el privilegio de haber recibido una rigurosa educación complementaria a la de sus hogares y escuelas, que incluye una especial sensibilidad hacia el arte, la utilidad social como virtud y la civilidad en el comportamiento en la sociedad.
En tal contexto, cada año la sede de la compañía acoge Cursos de Verano para niños y jóvenes de Cuba y el mundo, cada vez más populares y demandados.

## Premios y reconocimientos
- LADC recibió en la Casa Blanca, de manos de la Primera Dama de Estados Unidos de América, Michelle Obama, el International Spotlight Award (Premio de Honor Internacional), otorgado a Lizt Alfonso Dance Cuba School, como parte del 2016 National Arts and Humanities Youth Program Awards (NAHYP). www.liztalfonso.com (desde el minuto 45’03” hasta el minuto 46’25”)
- Nombrada Embajadora de Buena Voluntad de la UNICEF (2011).
- Elegida como una de los protagonistas de la Campaña “25 líderes, 25 voces por la infancia”, organizada por la UNICEF en América Latina y el Caribe para celebrar el 25 aniversario de la Convención sobre los Derechos del Niño. Igualmente fueron reconocidos, junto a Lizt, personalidades como el entonces presidente de Uruguay, José Mujica; la activista guatemalteca y Premio Nobel de la Paz, Rigoberta Menchú; la cantante mexicana Julieta Venegas; la actriz estadounidense Zoe Saldana; el futbolista costarricense Keylor Navas y el científico colombiano Manuel Elkin, entre otros. 
- Estuvo entre las personalidades del continente invitadas al Primer Encuentro Ágora, América Latina, que reunió en Madrid a cien protagonistas del ámbito político, económico, social y cultural de la región (2010).
- Reconocimiento Miguel de Cervantes y Saavedra que otorga anualmente la Federación de Sociedades Españolas de Cuba (2009).
- Ganó el Premio Dora de las artes escénicas canadienses en la Categoría de Mejor Coreografía para una Obra o Musical por “Vida” (2008). Estuvo nominada, además, en las categorías de Mejor Nuevo Musical, Mejor Dirección de un Musical y Mejor Coreografía para una Obra o Musical, por el mismo espectáculo.
- Primer Premio de Coreografía de la Unión de Escritores y Artistas de Cuba por sus espectáculos “Sinceramente FGL”, dedicado al centenario del natalicio de Federico García Lorca (1998); “Alas” (2006) y “Vida” (2009).
- Le fue otorgada la Réplica del Machete del Generalísimo Máximo Gómez (2003).
- Acreedora de la Distinción por la Cultura Nacional de Cuba (2002).
- Recibió el Premio de la Fundación de Artistas Cubanos de Nueva York (2001).
- Diploma de Honor por el 160 Aniversario del Gran Teatro de La Habana (1998).
- Es miembro de la Unión de Escritores y Artistas de Cuba, UNEAC.
- Diferentes ciudades de Cuba la han honrado con reconocimientos y condecoraciones por su trabajo.